# LFF Lyga 1991
In 1991 werd het eerste voetbalseizoen gespeeld van de Litouwse LFF Lyga na de onafhankelijkheid van de Sovjet-Unie. De competitie was een overgangsseizoen omdat er hierna gewisseld werd naar een herfst-lente seizoen. FK Žalgiris werd kampioen.

## Eindstand
| Plaats | Club                 | Wed. | W  | G | V  | Saldo | Ptn. |
| ------ | -------------------- | ---- | -- | - | -- | ----- | ---- |
| 1.     | FK Žalgiris          | 14   | 11 | 2 | 1  | 31-8  | 24   |
| 2.     | Banga Kaunas         | 14   | 9  | 4 | 1  | 24-10 | 22   |
| 3.     | FK Neris Vilnius     | 14   | 8  | 5 | 1  | 17-5  | 21   |
| 4.     | FK Ekranas Panevėžys | 14   | 10 | 1 | 3  | 24-10 | 21   |
| 5.     | FK Sirijus Klaipėda  | 14   | 8  | 4 | 2  | 24-10 | 20   |
| 6.     | Vilija Kaunas        | 14   | 5  | 4 | 5  | 23-21 | 14   |
| 7.     | Granitas Klaipėda    | 14   | 5  | 4 | 5  | 15-14 | 14   |
| 8.     | FK Panerys           | 14   | 6  | 2 | 6  | 20-13 | 14   |
| 9.     | Sakalas Šiauliai     | 14   | 5  | 3 | 6  | 13-16 | 13   |
| 10.    | Elektronas Tauragė   | 14   | 4  | 2 | 8  | 15-23 | 10   |
| 11.    | Vienybė Ukmerge      | 14   | 3  | 4 | 7  | 9-16  | 10   |
| 12.    | Jovaras Mažeikiai    | 14   | 3  | 3 | 8  | 13-18 | 9    |
| 13.    | Tauras Šiauliai      | 14   | 3  | 2 | 9  | 9-26  | 8    |
| 14.    | Inkaras Kaunas       | 14   | 2  | 4 | 8  | 7-15  | 8    |
| 15.    | FK Sūduva            | 14   | 0  | 2 | 12 | 5-44  | 2    |

|  | Geplaatst voor play-off            |
|  | Club werd na dit seizoen ontbonden |
|  | Degradatie                         |

## Play-off
Halve finale
| Team #1          | Tot.  | Team #2              | 1ste wed | 2de wed |
| ---------------- | ----- | -------------------- | -------- | ------- |
| FK Žalgiris      | 4 - 2 | FK Ekranas Panevėžys | 0 - 1    | 4 - 1   |
| FK Neris Vilnius | 4 - 2 | Banga Kaunas         | 2 - 1    | 2 - 1   |

Wedstrijd voor de derde plaats
| Team #1      | Tot.  | Team #2              |
| ------------ | ----- | -------------------- |
| Banga Kaunas | 3 - 1 | FK Ekranas Panevėžys |

Finale
| Team #1     | Tot.  | Team #2          |
| ----------- | ----- | ---------------- |
| FK Žalgiris | 3 - 1 | FK Neris Vilnius |

## Kampioen
| LFF Lyga 1991                   |
| Litouwen                        |
| ------------------------------- |
| FK ŽALGIRIS Kampioen (1° titel) |